# Stegana platypezina
Stegana platypezina är en tvåvingeart som först beskrevs av Oswald Duda 1927.  Stegana platypezina ingår i släktet Stegana och familjen daggflugor.
Artens utbredningsområde är Bolivia. Inga underarter finns listade i Catalogue of Life.